# 「今日、ナニカノハズミデ生きている」
「「今日、ナニカノハズミデ生きている」」（きょう、なにかのはずみでいきている）は、WANDSの15thシングル。曲名は、かぎ括弧をつけたものが正式名称である。

## 概要
前作からおよそ9ヶ月半ぶりとなるシングルで、本作が第3期WANDSとしては4枚目で、最後のシングルとなった。
表題曲は、GARNET CROWのAZUKI七と、rumania montevideoの三好誠による共作となっている。
このシングルを発売した7ヵ月後、『AWAKE』を発売、そして『BEST OF WANDS HISTORY』を発売し、WANDSは「解体」の道を選ぶことになる。
第3期の中のシングル曲で本曲のみ、未だに第5期verでリテイクされていない。

## 記録
オリコンチャートも最高で32位、売上も1.5万枚と、第3期では『Brand New Love』の成績を大きく下回った｡

## 収録曲
| 全編曲: WANDS。 |                                                            |           |           |       |
| #               | タイトル                                                   | 作詞      | 作曲      | 時間  |
| 1.              | 「「今日、ナニカノハズミデ生きている」」                   | AZUKI七   | 三好誠    | 3:41  |
| 2.              | 「FREEZE」                                                 | 杉元一生  | 杉元一生  | 5:06  |
| 3.              | 「「今日、ナニカノハズミデ生きている」」(Original Karaoke) |           |           | 3:41  |
| 合計時間:       | 合計時間:                                                  | 合計時間: | 合計時間: | 12:28 |

## 楽曲解説
1. 「今日、ナニカノハズミデ生きている」
  - TBS系『ワンダフル』のテーマソング。
  - 公式サイトでは、「doorsの名曲「ハートに火をつけて」を彷彿させるオルガンのフレーズ、シンプルさとハードさを追及したエッジのきいたギター、力強くからみついてくるヴォーカル、その一つ一つがWANDSの新境地を感じさせる意欲作に仕上がった。」と評価している[1]。
  - 2000年の解体から12年の時を経て、和久二郎(現･松元治郎)の初ワンマンライブ「松元治郎 1st LIVE」(2012年12月2日開催)で、初披露された[2]。
  - メンバー3人は初めて音源を渡された時に「他にいい曲があるのに、なんでこの曲（がシングルA面）なんだろう」と感じたという[3]。
2. FREEZE
  - プレイステーション用ゲームソフト『Cybernetic EMPIRE』のイメージソング。
  - 杉元の楽曲がシングルに収録されたのは、今作が初。
  - 当時、歌詞について実話なのかと言う質問が多数寄せられたが[4]、杉元本人はフィクションであると述べている[5]。また、間奏部分の女性の声は、当時のスタッフの方に頼んで、本曲に出てくる女性のイメージとして実際に録音したとのこと[6]。
  - 「松元治郎 1st LIVE」にて初披露となり、アンコールおよびラストの曲として披露された[2]。

## 収録アルバム
| 楽曲                                 | 発売日         | 収録アルバム          | 備考                        |
| ------------------------------------ | -------------- | --------------------- | --------------------------- |
| 「今日、ナニカノハズミデ生きている」 | 1999年10月27日 | AWAKE                 | 5枚目のオリジナルアルバム。 |
| FREEZE                               | 2000年6月9日   | BEST OF WANDS HISTORY | 3枚目のベストアルバム。     |